# Bernd von Maltzan
Bernd II. von Maltzan, oder Der Böse Bernd, zu seinen Lebzeiten Bernd II. von Moltzan (* vor 1474; † 1525 in Wolde), war ein Angehöriger des Mecklenburger Adelsgeschlechts Maltzan, der vor allem als Raubritter bekannt wurde.

## Leben
Bernd von Maltzahn entstammt der pommerschen Adelsfamilie von Maltzahn. Seine Eltern waren Joachim (Achim) von Maltzahn († 1431), Herr auf Osten und Wolde, und dessen Ehefrau Margarethe von Voss a.d.H. Lindenberg (* um 1430). Die Landeshoheit über die Maltzanschen Besitzungen in Wolde wurden sowohl von Mecklenburg als auch von Pommern beansprucht. Bernds Vorfahren waren seit 1428 auf der Burg Wolde ansässig. Ein Schwager war der Ritter Ewald von der Osten.
1474 soll Bernd an einem Überfall auf den zur Vorbereitung seiner Hochzeit nach Stettin reisenden mecklenburgischen Herzog Magnus II. beteiligt gewesen sein.
1490 stand er in Wolgast vor Gericht. Ihm wurde vorgeworfen, sein Amt in der Vogtei des Landes Loitz missbraucht zu haben, indem er Abgaben und Zölle für sich eingezogen hatte. Weiterhin hatte er versucht, den von Herzog Bogislaw X. von Pommern eingesetzten Vogt Peter Mynkas zu beseitigen. Auch im Land Treptow hatte er Abgaben und Dienste ohne urkundlichen Nachweis einer Berechtigung erhoben. Dabei war es zu einer Fehde mit seinem Vetter Hartwig von Moltzan aus der Ostener Linie der Familie gekommen. Als Bernd dem Urteil vom 24./25. Juli 1490 nicht Folge leistete, wurde seine Burg Wolde durch Bogislaw X. mit Hilfe von Truppen aus Greifswald, Stralsund, Anklam und Demmin belagert. Nachdem die Pulvervorräte der Verteidiger explodiert waren und dabei die Befestigung beschädigt hatten, wurde die Burg am 29. August 1491 erobert und zerstört.  Der nach Brandenburg geflohene Bernd erhob Klage beim Kaiser.
Über einen Verwandten seiner Frau Gödel von Alvensleben, den Havelberger Bischof Busso VIII. von Alvensleben, hatte er Besitzungen in der nordwestlichen Mark Brandenburg erworben, mit denen er am 14. Dezember 1491 durch Kurfürst Johann Cicero von Brandenburg belehnt wurde.  Bernd wurde später gefangen genommen und für zwei Jahre in Demmin eingekerkert. Nachdem er am 28. Juli 1498 Frieden schwören musste, erhielt er seine Besitzungen und Titel zurück.
Am 18. Juli 1501 kaufte er den mecklenburgischen Herzögen die Burg Penzlin ab, die bereits seit 1414 im Pfandbesitz der Maltzans war. Durch die Belehnung mit Penzlin erlangte er den Titel eines herzoglichen Geheimen Rats von Mecklenburg. 1505 nahm Friedrich von Pfuel Bernds Söhne Joachim und Ludolf während der Fehde der Pfuels mit den mecklenburgischen Herzögen als Geiseln. Die beiden kamen erst zwei Jahre später wieder frei. Am 24. August 1507 wurde unter Vermittlung durch den brandenburgischen Kurfürsten Joachim I. Nestor die Fehde vertraglich beigelegt, unter anderem erhielt Friedrich von Pfuel 4500 Goldgulden.

## Familie
Bernd von Maltzan war mit Gödel (Gundeline) von Alvensleben († 1537) verheiratet und hatte vermutlich zwei Söhne und eine Tochter:
1. Joachim von Maltzan (1491–1556), kaiserlicher Feldmarschall, ⚭ Bernhardina von Waldstein (Wallenstein) († 1575)
2. Georg von Maltzan (1501–1562), Freiherr zu Penzlin und Wartenberg, ⚭ I Katharine von Bülow, ⚭ II Catharina von Quitzow (1510–1575)
3. Anna von Maltzan (* um 1480), ⚭ Clemens von Bülow († vor 1537), Herr auf Wehningen